# Nikola Mijailović
Nikola Mijailović (ur. 15 lutego 1982 w Zemunie) – serbski piłkarz, grający na pozycji obrońcy, reprezentant Serbii w piłce nożnej plażowej.
Piłkarską karierę zaczynał w klubach z Belgradu: FK Bežanija, FK Obilić, FK Zemun. Następnie trafił do klubu FK Sremčica, a stamtąd przeszedł do Železnika Belgrad, w którego barwach zadebiutował w serbskiej Superlidze. W 2004 roku został sprzedany do Wisły Kraków, z którą dwukrotnie wygrał rozgrywki Ekstraklasy. Podczas gry w krakowskim klubie często miał problemy z dyscypliną, dlatego kilkakrotnie odsyłany był do rezerw przez niektórych trenerów Wisły. W 2007 roku krakowski klub postanowił rozwiązać kontrakt ze sprawiającym problemy zawodnikiem. Po odejściu z Wisły Mijailović grał przez krótki okres w rosyjskim klubie FK Chimki oraz serbskiej Crvenej Zveździe. W 2009 roku podpisał umowę z Koroną Kielce, którą rozwiązał w marcu 2011. Następnie został zawodnikiem rosyjskiego Amkaru Perm.
Mijailović ma na swoim koncie występy w reprezentacji Serbii i Czarnogóry U-21. W 2004 roku zdobył z nią wicemistrzostwo Europy.

## Kariera klubowa

### Początki kariery w Serbii
Mijailović rozpoczynał swoją karierę w drużynach z Belgradu: FK Bežanija oraz FK Obilić. W sezonie 1998/1999 był w składzie klubu FK Zemun. Rok później trafił do innego belgradzkiego zespołu – FK Železnik. Stamtąd został wypożyczony do klubu FK Sremčica, gdzie spędził dwa lata grając w niższych ligach. Na początku 2002 roku powrócił do występującego w Superlidze Železnika. W stołecznym zespole szybko zyskał zaufanie trenera i stał się ważną postacią w swojej drużynie.

### Wisła Kraków

#### Udane początki i mistrzostwo Polski
W styczniu 2004 roku nie pojechał ze swoją drużyną na obóz przygotowawczy, lecz udał się na badania medyczne do Krakowa, a następnie podpisał kontrakt z tamtejszą Wisłą. Według nieoficjalnych informacji Biała Gwiazda zapłaciła za młodego obrońcę czterysta tysięcy euro. Zawodnik podpisał pięcioletnią umowę. W Wiśle zadebiutował 13 marca w meczu z Górnikiem Polkowice. W końcówce tego spotkania efektownym wślizgiem zapobiegł stracie bramki. Dwa tygodnie później w pojedynku z Górnikiem Zabrze zdobył swojego pierwszego gola, jednak już w 29. minucie opuścił boisko z powodu drugiej żółtej kartki. W swoim pierwszym sezonie gry w Wiśle wystąpił w ośmiu ligowych meczach, a wraz z kolegami z zespołu sięgnął po tytuł Mistrza Polski. Przez czytelników serwisu wislakrakow.com został uznany „Odkryciem Sezonu 2003/04" w drużynie Wisły.

#### Drugi tytuł mistrzowski i pierwsze kłopoty
W sezonie 2004/2005 po raz drugi wywalczył ze swoim klubem tytuł Mistrza Polski. W rundzie jesiennej sezonu, kiedy trenerem Wisły był Henryk Kasperczak Mijailović miał pewne miejsce w wyjściowym składzie zespołu. Sytuacja zmieniła się kiedy szkoleniowcem Białej Gwiazdy został Verner Lička. Czeski trener częściej stawiał na Macieja Stolarczyka na lewej obronie Wisły.
Pod koniec marca 2005 roku Mijailović wraz z koszykarzem Wisły Mujo Tuljkoviciem został oskarżony o pobicie w jednym z nocnych lokali 22-letniego mężczyzny. Prokuratura zarzuciła mu m.in. uderzenie w twarz oraz kopnięcie mężczyzny broniącego koleżanek przed zaczepkami piłkarza, naruszenie nietykalności kobiet, traktowanie ich słowami powszechnie uważanymi za obraźliwe oraz grożenie uszkodzeniem ciała. Kilka dni później został ukarany karą finansową przez zarząd klubu. Sąd skazał go na karę 13 miesięcy ograniczenia wolności, polegającą na wykonywaniu pracy społecznej w MPO.

#### Zesłanie do rezerw i niewykorzystana szansa
Przed sezonem 2005/2006 Mijailović nie stawił się na treningi w wyznaczonym terminie, w wyniku czego został przesunięty do rezerw. Zdaniem menadżera zawodnika, piłkarz miał problemy z opuszczeniem Serbii z powodu powołania do wojska. W związku z tym, że nowy trener Wisły Jerzy Engel nie widział dla niego miejsca w składzie zespołu, Mijailović dostał zgodę od klubu na odbycie testów we francuskim FC Metz. W ich trakcie wystąpił w sparingowym spotkaniu z CS Sedan. Ostatecznie jednak nie podpisał kontraktu z francuską drużyną. 22 lipca pojawił się w Krakowie, Jerzy Engel nie przywrócił jednak Serba do pierwszego zespołu, a do Wisły przyszedł na pozycję lewego obrońcy nowy piłkarz, Dariusz Dudka. Engel stwierdził, że Mijailović odstaje umiejętnościami od reszty drużyny. W sierpniu zawodnik wyjechał na testy do rosyjskiego klubu Ałanija Władykaukaz. Do transferu jednak nie doszło.
We wrześniu Mijailović pojawił się po raz pierwszy na treningu rezerw Wisły. Pomimo tego, że należał do najlepszych piłkarzy drużyny rezerwowej, zdaniem trenera Engela nie miał szans wygrać rywalizacji z Maciejem Stolarczykiem i Dariuszem Dudką. Engel stwierdził również, że nie może włączyć go do pierwszej drużyny, dopóki nie otrzyma zgody od zarządu klubu. Parę dni później Engel został zdymisjonowany, a jedną z pierwszych decyzji nowego duetu trenerskiego Tomasz Kulawik – Kazimierz Moskal, było przywrócenie Serba do pierwszego zespołu Wisły. Jak się okazało, przesunięcie Mijailovicia do rezerw było autonomiczną decyzją Engela. 30 października zagrał swój pierwszy mecz w sezonie w barwach pierwszego zespołu Wisły. W listopadzie Mijailović spóźnił się na trening. Zgodnie z wewnętrzną umową drużyny powinien zapłacić karę w wysokości 100 złotych. Serb jednak odmówił i trener Kulawik przesunął go za to ponownie do drużyny rezerw.

#### Powrót do pierwszej drużyny i odrodzenie
W styczniu 2006 roku Mijailović dostał szansę powrotu do pierwszej drużyny, dzięki decyzji którą podjęli nowy trener Wisły Dan Petrescu, dyrektor sportowy Grzegorz Mielcarski oraz prezes Ludwik Miętta-Mikołajewicz. W kwietniu Serb wywalczył sobie miejsce w wyjściowym składzie zespołu, którego nie oddał już do końca sezonu. Również w sezonie 2006/2007 grał w wyjściowym składzie we wszystkich meczach jakie rozegrała Wisła pod wodzą Dana Petrescu. Po zwolnieniu Petrescu, niezadowolony z decyzji klubu zawodnik powiedział na łamach Przeglądu Sportowego, że rumuński trener „był zbyt dużym profesjonalistą jak na Wisłę”. U nowego trenera Wisły, Dragomira Okuki, Mijailović również wychodził na boisko w pierwszej jedenastce. W rewanżowym spotkaniu I rundy pucharu UEFA z Iraklisem Saloniki zdobył bramkę z rzutu wolnego, która doprowadziła do dogrywki, w której lepsza okazała się Wisła i dzięki temu awansowała do fazy grupowej Pucharu UEFA. W październiku 2006 roku wystąpił w meczu fazy grupowej Pucharu UEFA z Blackburn Rovers w którym rzekomo dopuścił się rasistowskiego zachowania wobec napastnika przeciwników, Benny’ego McCarthy’ego. Sędzia tamtego spotkania nie stwierdził jednak, aby Serb obrażał południowoafrykańskiego piłkarza. W ostatnim tygodniu października UEFA zawiesiła Mijailovicia na pięć meczów w europejskich rozgrywkach. Miesiąc później zawodnik przeszedł w klinice w Bochum operację przepukliny pachwinowej. Rehabilitację przechodził jednak w Belgradzie. Trener Okuka stwierdził, że odkąd nie gra Mijailović, Wisła ma we wszystkich meczach problemy ma lewej stronie obrony.

#### Kolejne kłopoty i pożegnanie z klubem
W styczniu 2007 roku Serb popadł w otwarty konflikt z agencją menedżerską. Mijailović chciał zmodyfikować kontrakt, gdyż część jego zarobków przekazywana była na konto tejże agencji. W lutym przeszedł badania, które wykazały, że nie jest gotowy do podjęcia treningów na poziomie pierwszoligowym, dlatego przygotowywał się do rundy w rezerwach, gdzie w sparingach występował na pozycji środkowego pomocnika. Dobra forma spowodowała, że w marcu wrócił do pierwszego zespołu Wisły prowadzonego przez Adama Nawałkę.
Pod koniec kwietnia, na jednym z treningów, Serb zwyzywał Marcina Baszczyńskiego. Obu piłkarzy wezwał do siebie Kazimierz Moskal i nakazał opuścić zajęcia. Wówczas Mijailović rzucił koszulkę treningową na ziemię i pomaszerował w kierunku budynku klubowego. Następnego dnia został odesłany do rezerw.
27 kwietnia został skazany przez krakowski sąd rejonowy na rok więzienia w zawieszeniu na dwa lata. Sprawa sądowa dotyczyła zachowania z listopada 2005 roku, kiedy Mijailović szalał po Krakowie swoim terenowym volkswagenem, ignorując przepisy i próbujących zatrzymać go policjantów. Temperament Serba ostudziły dopiero strzały ostrzegawcze stróżów prawa. Do końca sezonu 2006/2007 Mijailović nie wystąpił już w żadnym meczu Białej Gwiazdy. Nowy dyrektor sportowy Wisły, Jacek Bednarz również nie widział żadnej przyszłości dla zawodnika w klubie. Pomimo tych słów dyrektora sportowego, Mijailović powiedział: „Wisłę mam w sercu. Chcę tu zostać”. Odrzucił ofertę Dinama Bukareszt, nie zdecydował się też na grę na Cyprze, do czego namawiał go trener Dragomir Okuka. 23 lipca krakowski zespół rozwiązał z nim umowę.

### FK Chimki i Crvena Zvezda
Następnie przez długi okres Mijailović szukał klubu. Próbował związać się umową ze SpVgg Greuther Fürth, jednak nie przeszedł testów w niemieckim zespole. W marcu 2008 roku trafił do FK Chimki. W rosyjskim klubie zadebiutował w przegranym 0:3 pojedynku z Amkarem Perm, a łącznie wystąpił w pięciu ligowych spotkaniach, po czym przeszedł do Crvenej zvezdy Belgrad. W serbskim zespole zagrał w ośmiu meczach ligowych. W przerwie między rundami nie pojechał na zgrupowanie zespołu na Cypr i dostał od klubu wolną rękę w poszukiwaniu nowego pracodawcy. W marcu 2009 roku trafił na testy do 1. FC Köln. W maju niemiecka drużyna miała zadecydować o jego ewentualnym zatrudnieniu, jednak ostatecznie nie doszło do tego.

### Korona Kielce
31 sierpnia 2009 roku Mijailović doszedł do porozumienia z Koroną Kielce i podpisał z tym klubem roczny kontrakt. Wiceprezes do spraw sportowych Korony, Jarosław Niebudek stwierdził, że umowa z Mijailoviciem jest tak skonstruowana, że w razie jakichkolwiek niejasności (kolejne problemy z prawem) może zostać w każdej chwili rozwiązana. Tego samego dnia świętokrzyska drużyna zakontraktowała innego serbskiego piłkarza, Aleksandara Vukovicia. Mijailović otrzymał koszulkę z numerem 7. W Koronie zadebiutował 11 września w wygranym na wyjeździe 2:0 spotkaniu z Odrą Wodzisław. Był to jego pierwszy mecz ligowy od kilku miesięcy, dlatego w 51. minucie został zmieniony przez Pauliusa Paknysa. 30 października, w 22. minucie ligowego spotkania ze swoją byłą drużyną – Wisłą Kraków – Mijailović uderzył łokciem w twarz Wojciecha Łobodzińskiego. Sędzia tego spotkania, Szymon Marciniak uznał, że Serb zrobił to specjalnie i ukarał obrońcę czerwoną kartką. Korona, która mecz kończyła w dziewiątkę (czerwoną kartką został również ukarany Piotr Malarczyk), uległa ostatecznie zespołowi Białej Gwiazdy 2:3. Sześć dni później został zawieszony przez Komisję Ligi na dwa spotkania piłkarskiej ekstraklasy (z Lechią Gdańsk oraz Zagłębiem Lubin) oraz ukarany finansowo przez klub.
W styczniu 2010 roku Mijailović odrzucił ofertę od uczestnika Ligi Europejskiej – rumuńskiego FC Vaslui i przedłużył umowę z Koroną do czerwca 2012 roku. Stwierdził, że „proponowano mu o wiele lepsze warunki finansowe, a liga rumuńska jest lepsza niż polska, jednak w Kielcach dostał kredyt zaufania i nie zachowałby się w porządku gdyby odszedł po pół roku”. Kilka dni później pojechał z Koroną na obóz do Kleszczowa, gdzie został wybrany nowym kapitanem swojego zespołu. Zastąpił na tym stanowisku Ediego Andradinę. W rundzie jesiennej Serb wystąpił we wszystkich meczach Korony przez pełne 90 minut – rozegrał 13 spotkań w Ekstraklasie i dwukrotnie zagrał w Pucharze Polski. W ćwierćfinale krajowego pucharu kielecki zespół zmierzył się z Jagiellonią Białytsok. W pierwszym spotkaniu Korona wygrała 3:1, a jedną z bramek zdobył Mijailović. W rewanżu kielczanie przegrali 3:0 i pożegnali się z rozgrywkami. Utrzymanie w lidze zapewnili sobie po zwycięstwie z Lechią Gdańsk, a w ostatnich dwóch spotkaniach zdobyli cztery punkty i ostatecznie zajęli szóste miejsce.
Przed rundą jesienną sezonu 2010/2011 ponownie został wybrany kapitanem Korony. Po meczu z Ruchem Chorzów pauzował ze względu na zabieg całkowitego wyleczenia kontuzji mięśnia przywodziciela, z którą borykał się od ponad roku. Oddał również opaskę kapitana Ediemu Andradinie. Powrócił na spotkanie z Jagiellonią Białystok, a jesienią zaliczył łącznie 10 pojedynków. 26 lutego 2011 roku, kilka godzin przed pierwszym meczem rudny wiosennej z Zagłębiem Lubin, Mijailović oznajmił trenerowi Marcinowi Sasalowi, że odchodzi z klubu i wyjeżdża na testy do rosyjskiego Amkaru Perm. Szkoleniowiec kielczan wystawił jednak Serba w podstawowym składzie w spotkaniu z lubińskim zespołem, w którym zawodnik zagrał przez pełne 90. minut i należał do najlepszych piłkarzy Korony. Mijailović powiedział po meczu, że klub traktuje go niepoważnie – za operację w Niemczech musiał zapłacić sam, nie dostał również podwyżki.

### Amkar Perm
8 marca 2011 roku Korona Kielce poinformowała, że Mijailović rozwiązał kontrakt z klubem i został zawodnikiem rosyjskiego Amkaru Perm. W nowym zespole zadebiutował 1 maja w przegranym 1:2 meczu z Tomem Tomsk, w którym zagrał w drugiej połowie, zastępując Mitara Novakovicia. W 2013 roku wrócił do Crvenej Zvezdy.

## Kariera reprezentacyjna
Mijailović w latach 2002–2004 grał w reprezentacji Serbii i Czarnogóry U-21. Wraz z nią wystąpił na Młodzieżowych Mistrzostwach Europy w Niemczech. W finale tego turnieju jego drużyna przegrała z Włochami 0:3, a piłkarz w 34. minucie został ukarany czerwona kartką.

## Piłka nożna plażowa
Mijailović w 2016 zadebiutował w reprezentacji Serbii w piłce nożnej plażowej.

## Sukcesy

### Serbia i Czarnogóra U-21
- Wicemistrzostwo Europy U-21: 2004

### Wisła Kraków
- Ekstraklasa: 2003/2004, 2004/2005